# NADPH-oxidas
NADPH-oxidas är ett enzym som genom att överföra elektroner från NADPH till syre bildar superoxid, en fri syreradikal som används av immunförsvarets celler för att angripa angripa mikroorganismer och andra patogener.